# Rayol-Canadel-sur-Mer
Rayol-Canadel-sur-Mer – miejscowość i gmina we Francji, w regionie Prowansja-Alpy-Lazurowe Wybrzeże, w departamencie Var.
Według danych na rok 1990 gminę zamieszkiwało 871 osób, a gęstość zaludnienia wynosiła 128 osób/km² (wśród 963 gmin regionu Prowansja-Alpy-W. Lazurowe Rayol-Canadel-sur-Mer plasuje się na 400. miejscu pod względem liczby ludności, natomiast pod względem powierzchni na miejscu 771.).